# 히스테릭사운드
히스테릭사운드(hysteric sound)는 기타리스트 배은기와 작곡가 nyuks로 구성된 대한민국 작곡팀이다. 2018년 2월 12일 디지털 싱글 '몽중인'으로 데뷔했다.